# Juan Pablo Gómez
Juan Pablo Gómez Vidal (Buenos Aires, 11 maggio 1991) è un calciatore argentino naturalizzato cileno, difensore del Dep. Iquique.

## Palmarès

### Club

#### Competizioni nazionali
- Copa Chile: 1

Universidad de Chile: 2024